# Vriesea secundiflora
Vriesea secundiflora är en gräsväxtart som beskrevs av Elton Martinez Carvalho Leme. Vriesea secundiflora ingår i släktet Vriesea och familjen Bromeliaceae. Inga underarter finns listade i Catalogue of Life.